# Allocapnia warreni
Allocapnia warreni is een steenvlieg uit de familie Capniidae. De wetenschappelijke naam van de soort is voor het eerst geldig gepubliceerd in 1966 door Ross & Yamamoto.